# Tolfetano
Le Tolfetano est une race de chevaux de selle italiens originaire d'Italie centrale, en particulier des Monts de la Tolfa (Monti della Tolfa).

## Histoire
Le cheval Tolfetano tient son nom de la commune homonyme de Tolfa qui s'étend sur une zone comprise entre Rome et Viterbe.
La race est liée avec les monts du Tolfa, dans le sens où les terres et le relief ainsi que les aléas historiques ont contribué à la sélection du cheval que nous connaissons aujourd'hui.
L'origine est certainement ancienne, et d’après les différents apports de type, on peut y retrouver les influences suivantes : les chevaux Berbères tout d’abord du temps de la Rome antique, puis d'autres importations probables durant la domination des papes et pendant l'occupation française.
Plus récemment l’apport de sang parfois léger et parfois lourd n'a pas dénaturé cette population si résistante et frugale.
La sélection naturelle dans un milieu des plus hostiles et aux ressources insuffisantes, ainsi que la tradition locale, a permis la conservation de ce patrimoine génétique. 
D’un point de vue historique, le Tolfetano a été utilisé pour les travaux des champs, comme montures des butteri pour accompagner le bétail et comme animaux de somme et de tir léger. Mais il était surtout utilisé pour le dépiquage, travail pour lequel il était très appréciés dans la région de Viterbe et les pays voisins.

## Description
Le Tolfetano est très proche du Maremmano.
C'est un cheval de taille moyenne, avec une hauteur au garrot située entre 1,50 m et 1,60 m,.
Doté d'une tête conique, d'une encolure courte et musclée, le Tolfetano possède un garrot peu prononcé, des épaules courtes, le dos fort et la croupe large. Le thorax est étroit mais profond. Ses membres sont courts et les articulations épaisses. Ses sabots sont très solides. 
Les robes les plus fréquemment rencontrées sont le bai, le bai-brun et le noir,.
Le tempérament peut être indiscipliné, avec de la vivacité et de la nervosité. Ce cheval est réputé résistant aux maladies.

## Utilisations
Le cheval Tolfetano est relativement polyvalent, utilisé sous la selle, en bât mais aussi pour la viande.
Son modèle lourd le rend peu adapté aux sports équestres.
Une association, Cavalcanti della Tradizione, remet au goût du jour les transhumances de moutons accompagnés de cavaliers montant des chevaux Maremmiens et Tolfetano.

## Diffusion de l'élevage
La race est propre à l'Italie, classée comme locale et indigène de ce pays. Elle est plus particulièrement propre à la région du Latium.
L'effectif est de 2 038 chevaux en 2022